# Curaçao International Airport
Curaçao International Airport, ook bekend als Hato Airport of Aeropuerto Hato, is de internationale luchthaven van Curaçao. De start- en landingsbaan is 3400 meter lang en 60 meter breed, geschikt voor alle soorten vliegtuigen. De luchthaven ligt aan de noordkust van Curaçao, op 12 kilometer afstand van Willemstad. Het vliegveld dient als hub voor regionaal en internationaal transport. Op 31 juli 2006 werd een nieuwe terminal met passagiersslurven in gebruik genomen.
De luchthaven heette aanvankelijk vliegveld Hato Airport, naar de nabij gegelegen plaats Hato. Op dinsdag 5 januari 1954 werd het vliegveld herdoopt in Dr. Albert Plesmanluchthaven. Plesman, directeur van de Koninklijke Luchtvaart Maatschappij voor Nederland en Koloniën, was enkele dagen voordien overleden. Dikwijls werd gesproken van Aeropuerto Plesman dan wel Plesman Airport, officieus bleef ook de naam Hato tot op heden in gebruik. Tegenwoordig is de officiële naam: Curaçao International Airport.
Hato was tijdens de Tweede Wereldoorlog een van de belangrijkste en drukste vliegvelden van het Caribisch gebied. Het vliegveld werd gebruikt door de Amerikaanse luchtmacht voor patrouilles tegen onderzeeërs. Al enige tijd voldoet het vliegveld niet aan hoge internationale normen.
Dicht bij het vliegveld en het dorp vindt men de grotten van Hato, een van de toeristische trekpleisters van Curaçao. De grotten zouden al rond het jaar 500 n.Chr. bewoond zijn geweest door de Arawakindianen, de oorspronkelijke bevolking van Curaçao. In de slaventijd werden de grotten gebruikt door gevluchte slaven.
|  |